# František Raboň
František Raboň (ur. 26 września 1983 w Pradze) – czeski kolarz szosowy. Mistrz Czech w jeździe indywidualnej na czas (2008), mistrz Europy U23 (2005).
Największym sukcesem kolarza jest zwycięstwo w prologu w Tour de Romandie 2009, wyścigu zaliczanego do cyklu UCI ProTour oraz wygrana w wyścigu wieloetapowym Vuelta a Murcia (2010).

## Najważniejsze zwycięstwa i sukcesy
- 2005
  - 1. miejsce w Memoriał Andrzeja Trochanowskiego
  -  1. miejsce w mistrzostwach Europy (do lat 23)
  -  1. miejsce w mistrzostwach Czech do lat 23 w wyścigu ze startu wspólnego
  -  1. miejsce w mistrzostwach Czech do lat 23 w jeździe indywidualnej na czas
  - 3. miejsce w Wyścigu Solidarności i Olimpijczyków
- 2006
  - 3. miejsce w mistrzostwach Czech w jeździe indywidualnej na czas
- 2008
  -  1. miejsce w mistrzostwach Czech w jeździe indywidualnej na czas
  - 1. miejsce na 5.etapie Tour of Ireland
- 2009
  -  1. miejsce w mistrzostwach Czech w jeździe indywidualnej na czas
  - 1. miejsce na 3. etapie Vuelta a Murcia
  - 2. miejsce w Critérium International
  - 1. miejsce w prologu Tour de Romandie
- 2010
  - 1. miejsce w Vuelta a Murcia
    - 1. miejsce na 4. etapie

  -  1. miejsce w mistrzostwach Czech w jeździe indywidualnej na czas
- 2012
  - 2. miejsce w mistrzostwach Czech w wyścigu ze startu wspólnego
  - 3. miejsce w mistrzostwach Czech w jeździe indywidualnej na czas